# Ugo Cavallero

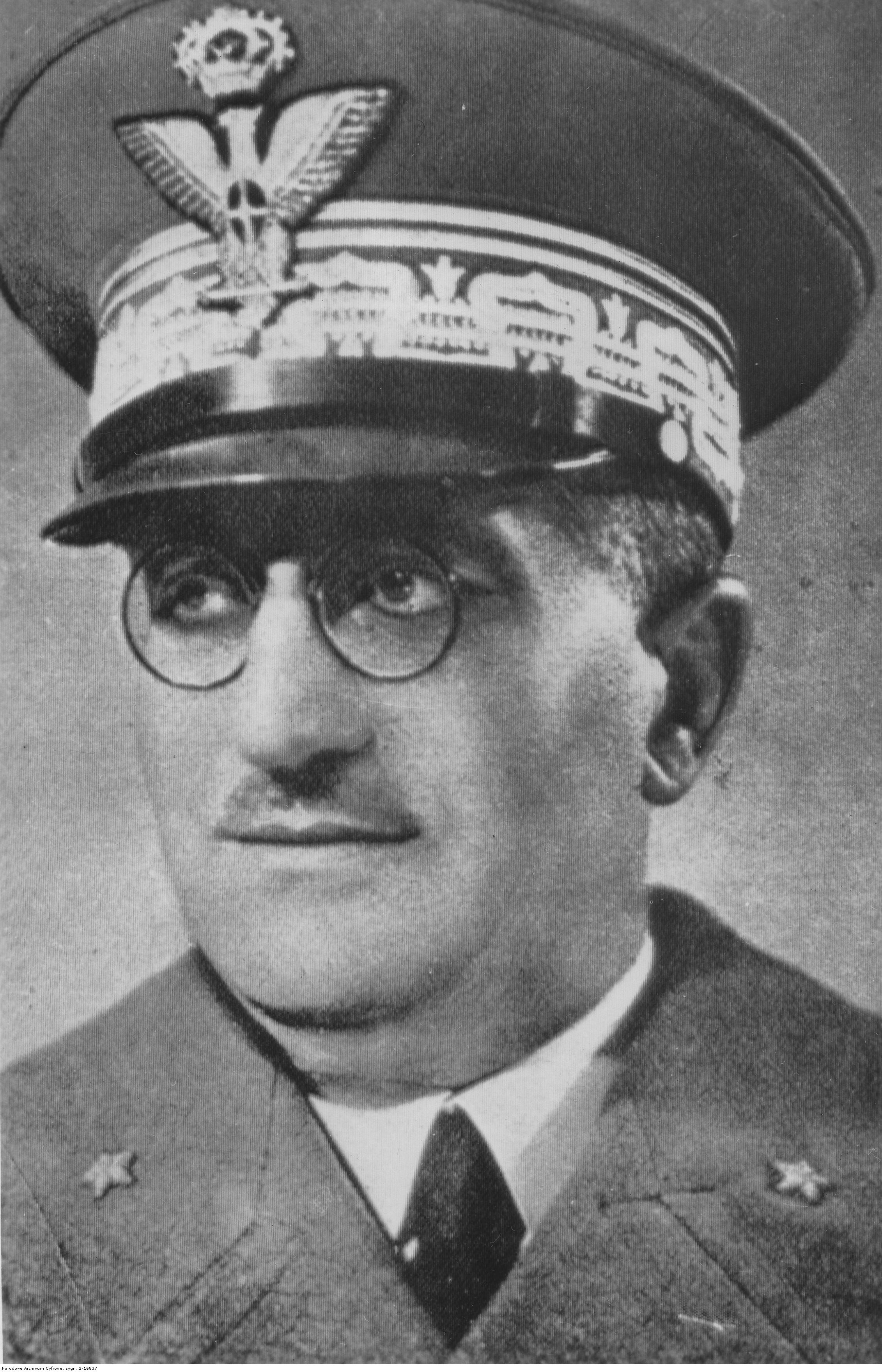
Ugo Cavallero (1941)

Ugo Cavallero (* 20. September 1880 in Casale Monferrato; † 14. September 1943 in Frascati) war ein italienischer Heeresoffizier (zuletzt Marschall). Von Dezember 1937 bis Mai 1939 war er Oberbefehlshaber der Streitkräfte in Italienisch-Ostafrika und führte den seit 1935 andauernden Abessinienkrieg mit Giftgaseinsätzen gegen die abessinischen Guerillakämpfer fort. Anschließend war er von Dezember 1940 bis Januar 1943 der Nachfolger Pietro Badoglios auf dem Posten des Generalstabschefs der italienischen Streitkräfte (Comando Supremo).

## Leben
Cavallero entstammte einer angesehenen piemontesischen Familie. Von 1898 bis 1900 besuchte er die Militärakademie in Modena und diente dann im 59. Infanterieregiment. 1911 schloss er die Generalstabsausbildung als Lehrgangsbester ab. In seiner Freizeit betätigte er sich als Übersetzer von in englischer und deutscher Sprache verfassten Werken über geographische und geschichtliche Themen.
Während des Ersten Weltkriegs diente Cavallero kurz beim 1. Alpini-Regiment, dann beim Generalstab des Heeres, wo er schnell Karriere machte und sich als Chef der Operationsabteilung bei der Planung der Piaveschlachten auszeichnete. Als Brigadegeneral leitete er 1919/20 die italienische Delegation beim ständigen Ausschuss der Entente in Versailles.
1920 ließ sich Cavallero beurlauben und arbeitete bei der Firma Pirelli. Als Mussolini selbst die Leitung über die Ministerien für Krieg, Marine und Luftfahrt übernahm, wurde Cavallero im Mai 1925 reaktiviert und leitete als Staatssekretär de facto das Kriegsministerium. 1927 überwarf sich Cavallero mit dem Generalstabschef der Gesamtstreitkräfte Pietro Badoglio wegen Kompetenzverteilungsfragen zwischen dem Generalstab des Heeres und dem der Streitkräfte. Für die nächsten zehn Jahre arbeitete Cavallero als Vorstandsvorsitzender bei der Firma Ansaldo und bei einer Abrüstungskonferenz in Genf. Als Generalleutnant diente er von 1938 bis 1940 in Italienisch-Ostafrika, wo er im Mai 1940 noch zum General befördert wurde.
Als Marschall Pietro Badoglio im Dezember 1940 vom Posten des Generalstabschefs der Streitkräfte zurücktrat, übernahm Cavallero diese Aufgabe und versuchte umgehend, die für Italien extrem negative Entwicklung der militärischen Lage im Griechisch-Italienischen Krieg in den Griff zu bekommen. Am 29. Dezember 1940 übernahm er von Ubaldo Soddu das Oberkommando der Streitkräfte in Albanien und schaffte es, die griechische Gegenoffensive zu stoppen. Nach diesem unglücklichen Feldzug forderte er im Frühjahr 1941 eine Neuordnung der militärischen Führungsstrukturen. Mit einem Gesetz vom 27. Juni 1941 wurde der Generalstab der Streitkräfte (stato maggiore generale) nachhaltig aufgewertet und in Comando Supremo umbenannt, dem es unter Cavallero nach und nach gelang, eine einheitlichere Führung der militärischen Operationen zu erreichen.
Ugo Cavallero wurde am 1. Juli 1942 zum „Marschall von Italien“ ernannt, vor allem weil Rommel, der ihm offiziell unterstand, zum Generalfeldmarschall befördert worden war. Einige Kreise in Rom verachteten Cavallero wegen seiner Nähe und seines relativ guten Verhältnisses zu den Deutschen. Aus diesem Grund bezeichnete man ihn hin und wieder als „Stiefellecker“.
Im Januar 1943 löste ihn General Vittorio Ambrosio als Chef des Comando Supremo ab. Nach der Absetzung Mussolinis inhaftierte man Cavallero auf Betreiben der neuen Regierung Badoglio. Am 12. September 1943 befreiten ihn deutsche Truppen aus dem Gefängnis von Forte Boccea und brachten ihn zu Albert Kesselrings Oberkommando nach Frascati. Adolf Hitler bot ihm das Kommando über alle italienischen Truppen an, die auf deutscher Seite weiter am Krieg teilnehmen wollten, doch Cavallero lehnte ab. Am 14. September 1943, dem Tag seiner geplanten Abfahrt nach München, wurde Cavallero im Garten des Hotels „Belvedere“ in Frascati erschossen aufgefunden. Ob sich Cavallero mit seiner Dienstpistole selbst erschossen hat oder ob er nach der Ablehnung des von Hitler gemachten Angebots von den Deutschen erschossen wurde, ist strittig.